# Jai Ho! (You Are My Destiny)
"Jai Ho! (You Are My Destiny)" là bài hát được Pussycat Dolls ghi âm với lời tiếng Anh vào năm 2009, từ ca khúc "Jai Ho".

## Danh sách track
Danh sách track CD
1. "Jai Ho! (You Are My Destiny)"
2. "Lights, Camera, Action" (hợp tác với New Kids on the Block)

## Bảng xếp hạng
| Bảng xếp hạng (2009)          | Vị trí cao nhất |
| ----------------------------- | --------------- |
| Australian ARIA Singles Chart | 1               |
| Austrian Singles Chart        | 18              |
| Belgian Singles Chart         | 3               |
| Canadian Hot 100              | 4               |
| Dutch Singles Chart           | 42              |
| European Hot 100 Singles      | 2               |
| Finnish Singles Chart         | 6               |
| French Singles Chart          | 3               |
| German Singles Chart          | 29              |
| Greek Singles Chart           | 1               |
| Irish Singles Chart           | 1               |
| Israeli Singles Chart         | 4               |
| Italian Singles Chart         | 2               |
| Lebanese Singles Chart        | 9               |
| New Zealand Singles Chart     | 2               |
| Romanian Singles Chart        | 2               |
| Swedish Singles Chart         | 40              |
| Swiss Singles Chart           | 7               |
| Turkey Top 20                 | 1               |
| UK Singles Chart              | 3               |
| U.S. Billboard Hot 100        | 15              |
| U.S. Billboard Pop 100        | 20              |

### Chứng nhận
| Quốc gia      | Chứng nhận | Doanh số   |
| ------------- | ---------- | ---------- |
| Hoa Kỳ        | Vàng       | 750,000+   |
| Australia     | Bạch kim   | 70,000     |
| New Zealand   | Vàng       | 7,500      |
| châu Âu       | Bạch kim   | 850,000    |
| Liên hiệp Anh | Bạc        | 300,000+   |
| Thế giới      | Bạch kim   | 1.731.000+ |

## Phát hành
| Vùng     | Ngày                | Định dạng                | Nhãn               |
| -------- | ------------------- | ------------------------ | ------------------ |
| Hoa Kỳ   | 23 tháng 2 năm 2009 | Download nhạc số         | A&M, Interscope    |
| Thế giới | 24 tháng 2 năm 2009 | Download nhạc số         | Universal          |
| Hoa Kỳ   | 3 tháng 3 năm 2009  | Phát thanh               | A&M, Interscope    |
| Châu Âu  | 15 tháng 3 năm 2009 | Download nhạc số         | Polydor, Universal |
| Châu Âu  | 24 tháng 4 năm 2009 | Đĩa đơn CD (không ở Anh) | Universal          |